# Maspelösa
Maspelösa är en tätort (före 2020 småort) i Vreta klosters socken i Linköpings kommun, belägen ca 5 km väster om Ljungsbro.

## Historia
Maspelösa stationssamhälle växte fram runt sekelskiftet 1800. Enligt Lantmäteriets karta 1851–1884 finns "utfl. Gård Maspelösa", som tillhörde Maspelösa Gård Boställe väster om Flistad kyrka, Stubbevället och "utfl. Gård Grönlund" samt sex soldattorp utmed vägen in från Fornåsavägen. Marken ägdes av dessa gårdar, samt av Norra Lund, Södra Lund och Brunnsgård Rusthåll (nuvarande Ljungsgården).
De soldattorp som fanns (en del sedan omkring 1850) byggdes om till hus: 
- Filipsdal, före detta livgrenadjärtorp nr 115, Kungliga 2:a Livgrenadjärregementet, Västanstångs kompani.
- Kullen, före detta livgrenadjärtorp nr 116, Kungliga 2:a Livgrenadjärregementet, Västanstångs kompani.
- Malmstorp, före detta livgrenadjärtorp nr 117, Kungliga 2:a Livgrenadjärregementet, Västanstångs kompani.
- Lundstorp, före detta livgrenadjärtorp nr 120, Kungliga 2:a Livgrenadjärregementet, Västanstångs kompani.
- Brunnstorp, före detta livgrenadjärtorp nr 30, Kungliga 1:a Livgrenadjärregementet, Vreta klosters kompani.
- Sunnanå, före detta livgrenadjärtorp nr 29, Kungliga 1:a Livgrenadjärregementet, Vreta klosters kompani.

I Egebo bodde disponent Hensing med familj. Handelsbodar etablerades i Lillebo, Charlottenlund och i Lindhem. Stationshuset inhyste stationsföreståndare G. Lundberg med hustru och fyra barn. O. Lundberg, ägare av Kullen, drev sadelmakeri. Verkstaden låg i en ladubyggnad mot Stubbevället. Erikslund inhyste 1924 bageri med bagare Bengtsson, samt "caféidkerska" Cecilia. Där bodde även en fjärdingsman med hustru och sju barn. I Ljungstorp fanns slakteri (slaktare Jansson med biträde). I Nydala bodde bland annat smed, bryggeriarbeterska, snickare och kokerska. Hagliden inhyste banvaktare Pettersson. Björkvik-Bilstationen beboddes av trafikbilägare Karlsson samt chaufför Axel. I Solvik bodde en skräddare, och i Västanå skomakaremästare Strand.
Den sista affären, från början "Alex Specerier" (innehavare Alex Svensson och fru Svea) i Lindhem lades ned 1987. Ulla-Carin Andersson var den sista föreståndaren och drev affären mellan 1978 och 1987. Med åren blev konkurrensen för svår från ICA Brunnby och ICA affärerna i Linköping. Eriksborg inhyste på 1940- och 1950-talet en telegrafstation samt postkontor. Sedan bryggeriet lagts ned fanns i byggnaden fram till mitten av 1960-talet ett tvätteri och en bilverkstad.
Maspelösa hade en järnvägsstation längs Mellersta Östergötlands Järnväg på sträckan mellan Linköping och Fågelsta som invigdes 1897. På 1950- och 1960-talet gick det 12 tåg dagligen i vardera riktning genom Maspelösa. Järnvägsstationen lades ner och sista tåget avgick söndagen den 29 september 1963. I byn möts länsvägarna 1040 och 1025. 
Vid den tiden fanns några affärer och kaféer, samt postkontor på orten. Det fanns även ett bryggeri, Maspelösa Bryggeriaktiebolag, och flera av husen i byn tillhörde bryggeriet.
I Maspelösa fanns ett fotbollslag. Fotbollsplanen låg nordväst om nuvarande elstationen (Haget).

## Befolkningsutveckling
| Befolkningsutvecklingen i Maspelösa 1990–2020 | Befolkningsutvecklingen i Maspelösa 1990–2020 | Befolkningsutvecklingen i Maspelösa 1990–2020 | Befolkningsutvecklingen i Maspelösa 1990–2020 | Befolkningsutvecklingen i Maspelösa 1990–2020 |
| --------------------------------------------- | --------------------------------------------- | --------------------------------------------- | --------------------------------------------- | --------------------------------------------- |
|                                               |                                               |                                               |                                               |                                               |
| År                                            |                                               |                                               | Folkmängd                                     | Areal (ha)                                    |
| 1990                                          | 1990                                          |                                               | 113                                           | 19#                                           |
| 1995                                          | 1995                                          |                                               | 129                                           | 19#                                           |
| 2000                                          | 2000                                          |                                               | 120                                           | 19#                                           |
| 2005                                          | 2005                                          |                                               | 140                                           | 16#                                           |
| 2010                                          | 2010                                          |                                               | 143                                           | 17#                                           |
| 2015                                          | 2015                                          |                                               | 143                                           | 22#                                           |
| 2020                                          | 2020                                          |                                               | 215                                           | 29                                            |
| Anm.: # Som småort.                           |                                               |                                               |                                               |                                               |

## Samhället
Bebyggelsen består av villor av varierande åldrar, ibland med tillhörande jordbruksrelaterade byggnader.